# Pascale Cossart

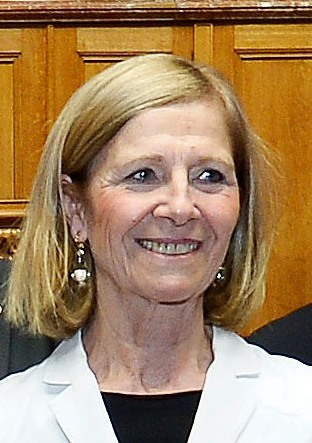
Pascale Cossart (2013).

Pascale Cossart (* 21. März 1948 in Cambrai) ist eine französische Mikrobiologin.

## Leben und Werk
Cossart studierte Chemie und schloss 1968 an der Universität Lille mit dem Maîtrise ès Sciences ab. 1971 erwarb sie an der Georgetown University den Master of Science und 1977 wurde sie an der Universität Paris VII promoviert. Cossart leitet seit 1991 am Institut Pasteur die Arbeitsgruppe „Interaction Bacteries-Cellules“ (Wechselwirkung von Bakterien und Zellen) und publizierte zahlreiche Artikel zur Molekularbiologie und Zellbiologie des pathogenen Bakteriums Listeria monocytogenes. Cossart prägte mit Stanley Falkow und Philippe J. Sansonetti den Begriff der Zellulären Mikrobiologie und erhielt für ihre Arbeiten über Listeria monocytogenes 2007 den Robert-Koch-Preis.

## Schriften
- Cellular Microbiology, 2. Auflage, Herausgeber Pascale Cossart, Patrice Boquet, Staffan Normark
- P. Cossart, P. Boquet, S. Normark, R. Rappuoli: Cellular microbiology emerging. In: Science, Band 271, 1996, S. 315–317.
- S. Dramsi, P. Cossart: Intracellular pathogens and the actin cytoskeleton. In: Annual Review Cell Dev Biol., Band 14, 1998, S. 137–166

## Preise und Auszeichnungen
- 1995 Carlos-J.-Finlay-Preis für Mikrobiologie
- 1997 Louis Rapkine Awards
- 1998 Richard Lounsbery Award (National Academy of Sciences)
- 1998 L’Oreal/UNESCO Award for Women in Science Leadership
- 1998 Ritter der Ehrenlegion
- 2000 Louis Pasteur Gold Medaille (Swedish Society of Medicine)
- 2002 Offizier des Ordre national du mérite
- 2003 Valade Prize (Fondation de France)
- 2005 Inserm Price of Fundamental Research
- 2007 Robert-Koch-Preis
- 2008 Louis-Jeantet-Preis
- 2010 Kommandeur des Ordre national du mérite
- 2011 Van Deenen Medal
- 2013 Balzan-Preis für Infektionskrankheiten: Grundlagenforschung und klinische Aspekte[1]
- 2017 Ernst-Jung-Medaille für Medizin in Gold
- 2018 Heinrich-Wieland-Preis
- 2019 Lwoff Award
- 2021 Selman A. Waksman Award in Microbiology

## Mitgliedschaften
- 1977 Société Française de Microbiologie
- 1987 American Society for Microbiology
- 1993 American Society for Cell Biology
- 1995 European Molecular Biology Organization
- 1998 Academia Europaea
- 1999 korrespondierendes Mitglied und 2002 Mitglied der Académie des sciences
- 2001 Leopoldina
- 2004 American Academy of Microbiology
- 2009 National Academy of Sciences